# سانتیاگو کارلوس اووس
سانتیاگو کارلوس اووِس (اسپانیایی: Santiago Carlos Oves‎؛ ‏ ۱۴ سپتامبر ۱۹۴۱ – ۲ مهٔ ۲۰۱۰) کارگردان فیلم و فیلم‌نامه‌نویس اهل آرژانتین بود.
از فیلم‌هایی که وی در آن‌ها نقش داشته است، می‌توان به فانوس دریایی اشاره نمود.